# Kratzenbachsee
Kratzenbachsee är en sjö i Österrike.   Den ligger i förbundslandet Salzburg, i den centrala delen av landet, 300 km väster om huvudstaden Wien. Kratzenbachsee ligger 2 337 meter över havet.
Trakten runt Kratzenbachsee består i huvudsak av gräsmarker. Runt Kratzenbachsee är det ganska glesbefolkat, med 29 invånare per kvadratkilometer.